# Archiv der Region Hannover

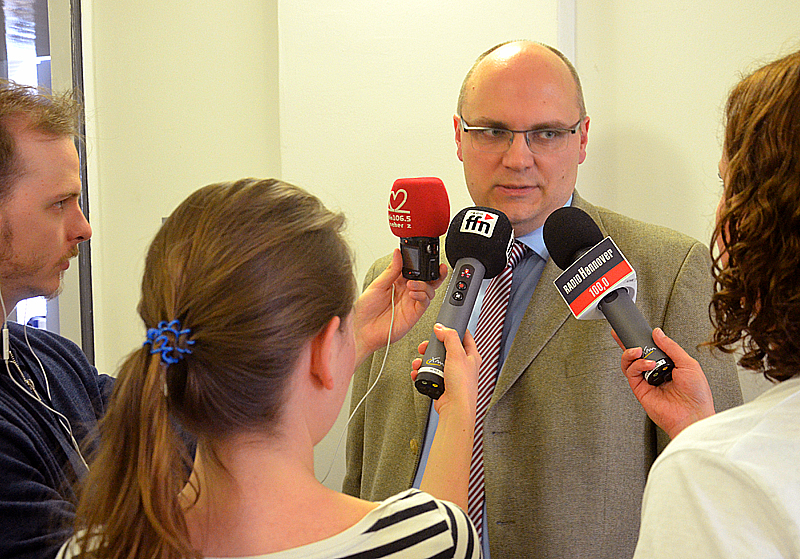
Archivleiter Sebastian Post beim Radiointerview zur Eröffnung des Portals des Bildarchivs der Region Hannover am 27. Juni 2017

Das Archiv der Region Hannover wurde 1978 als Archiv des damaligen Landkreises Hannover ins Leben gerufen. Seine Aufgabe besteht in der Sicherung und dauernden Aufbewahrung von Dokumenten, die bei der Regionsverwaltung und ihren Rechtsvorgängern entstanden und von bleibendem Wert für Rechtssicherung und Forschung sind. Darüber hinaus baut das Archiv ergänzende Bestände zur Regionsgeschichte auf. Standort des Archivs ist das Schloss Landestrost in Neustadt am Rübenberge.
Am 1. November 2001 trat die Region Hannover mit erweiterten Zuständigkeiten an die Stelle des Landkreises Hannover. Sie übernahm auch die Aufgaben des bisher eigenständigen Kommunalverbandes Großraum Hannover. Aus dem Kreisarchiv wurde das Archiv der Region Hannover.

## Personal
Das Archiv wurde 34 Jahre von Roswita Kattmann geleitet, bevor Sebastian Post diese Aufgabe im August 2012 übernahm. Ihm steht eine hauptamtliche Mitarbeiterin zur Seite.

## Bestände
Die Basis des Archivs bilden Dokumente der 1885 gegründeten Landkreise Burgdorf, Hannover, Linden (1885–1932), Neustadt am Rübenberge und Springe (1885–1974) sowie des Rechtsnachfolgers Landkreis Hannover (1974–2001).
Den größten Raum innerhalb der Archivbestände nehmen Akten und Urkunden aus den Fachbereichen der Regionsverwaltung und ihrer Vorläufer ein. Ergänzend zählen das Archiv der Stadt Neustadt am Rübenberge, private Briefsammlungen, kleinere Firmenarchive und eine umfangreiche Handbibliothek zur Regionsgeschichte zu den Beständen des Archivs.
Im Jahr 2015 hat das Archiv das Bildarchiv der Verwaltung übernommen und präsentiert seit Juni 2017 Auszüge aus den Bildbeständen in einem eigenen Portal „Bildarchiv Region Hannover“.